# Чемпіонат Європи з водних видів спорту 1970
41°21′56″ пн. ш. 2°09′01″ сх. д. / 41.3656° пн. ш. 2.1502° сх. д.
Чемпіонат Європи з водних видів спорту 1970, 12-й за ліком, тривав з 5 до 13 вересня 1970 року в Барселоні (Іспанія). Розіграно нагороди з плавання (на довгій воді), стрибків у воду і водного поло (чоловіки). Плавальну програму цього разу суттєво розширено, додано змагання серед чоловіків та жінок на дистанціях 200 м вільним стилем, 100 м брасом і 200 м комплексом, крім того введено змагання окремо серед чоловіків на 100 м батерфляєм і повернуто 100 м на спині. Серед жінок введено змагання на дистанціях 800 м вільним стилем, 200 м на спині та 200 м батерфляєм.  

## Таблиця медалей
*   Країна-господарка ( Іспанія)
| Місце               | Країна              | Золото | Срібло | Бронза | Загалом |
| ------------------- | ------------------- | ------ | ------ | ------ | ------- |
| 1                   | НДР                 | 16     | 9      | 9      | 34      |
| 2                   | СРСР                | 6      | 4      | 8      | 18      |
| 3                   | ФРН                 | 4      | 6      | 4      | 14      |
| 4                   | Швеція              | 3      | 2      | 2      | 7       |
| 5                   | Угорщина            | 2      | 3      | 0      | 5       |
| 6                   | Італія              | 1      | 2      | 2      | 5       |
| 7                   | Франція             | 1      | 2      | 0      | 3       |
| 8                   | Чехословаччина      | 1      | 0      | 0      | 1       |
| 9                   | Югославія           | 0      | 3      | 1      | 4       |
| 10                  | Іспанія*            | 0      | 2      | 2      | 4       |
| 11                  | Нідерланди          | 0      | 1      | 2      | 3       |
| 12                  | Велика Британія     | 0      | 0      | 4      | 4       |
| Загалом (12 збірні) | Загалом (12 збірні) | 34     | 34     | 34     | 102     |

## Медальний залік

### Стрибки у воду
Змагання чоловіків
| Дисципліна    | Золото                 | Золото | Срібло              | Срібло | Бронза                 | Бронза |
| ------------- | ---------------------- | ------ | ------------------- | ------ | ---------------------- | ------ |
| Трамплін, 3 м | Франко Каньйотто (ITA) | 555.21 | Клаус Дібіасі (ITA) | 534.72 | Володимир Васін (URS)  | 529.80 |
| Вишка, 10 м   | Лотар Маттес (GDR)     | 454.74 | Клаус Дібіасі (ITA) | 444.18 | Франко Каньйотто (ITA) | 435.36 |

Змагання жінок
| Дисципліна    | Золото               | Золото | Срібло             | Срібло | Бронза                | Бронза |
| ------------- | -------------------- | ------ | ------------------ | ------ | --------------------- | ------ |
| Трамплін, 3 м | Гайді Беккер (GDR)   | 420.63 | Маріна Яніке (GDR) | 407.22 | Тамара Сафонова (URS) | 405.60 |
| Вишка, 10 м   | Мілена Духкова (TCH) | 336.33 | Маріна Яніке (GDR) | 329.85 | Сільвія Фідлер (GDR)  | 322.26 |

### Плавання

#### Чоловіки
| Дисципліна                      | Золото                                                            | Золото  | Срібло                                                                | Срібло  | Бронза                                                              | Бронза  |
| ------------------------------- | ----------------------------------------------------------------- | ------- | --------------------------------------------------------------------- | ------- | ------------------------------------------------------------------- | ------- |
| 100 м вільним стилем            | Мішель Руссо (FRA)                                                | 52.9    | Роланд Маттес (GDR)                                                   | 53.5    | Георгій Куликов (URS)                                               | 53.7    |
| 200 м вільним стилем            | Ганс Фаснахт (FRG)                                                | 1:55.2  | Ґуннар Ларссон (SWE)                                                  | 1:55.7  | Георгій Куликов (URS)                                               | 1:56.6  |
| 400 м вільним стилем            | Ґуннар Ларссон (SWE)                                              | 4:02.6  | Ганс Фаснахт (FRG)                                                    | 4:03.0  | Сантьяго Естева (ESP)                                               | 4:08.3  |
| 1500 м вільним стилем           | Ганс Фаснахт (FRG)                                                | 16:19.9 | Вернер Лампе (FRG)                                                    | 16:25.6 | Сантьяго Естева (ESP)                                               | 16:35.7 |
| 100 м на спині                  | Роланд Маттес (GDR)                                               | 58.9    | Сантьяго Естева (ESP)                                                 | 59.9    | Боб Схаутен (NED)                                                   | 1:00.4  |
| 200 м на спині                  | Роланд Маттес (GDR)                                               | 2:08.8  | Сантьяго Естева (ESP)                                                 | 2:09.7  | Фолькер Вернер (GDR)                                                | 2:11.5  |
| 100 м брасом                    | Микола Панкін (URS)                                               | 1:06.8  | Роже-Філіпп Меню (FRA)                                                | 1:07.8  | Рольф Клес (FRG)                                                    | 1:08.1  |
| 200 м брасом                    | Клаус Кацур (GDR)                                                 | 2:26.0  | Микола Панкін (URS)                                                   | 2:26.1  | Вальтер Куш (FRG)                                                   | 2:28.2  |
| 100 м батерфляєм                | Ганс Лампе (FRG)                                                  | 57.5    | Удо Позер (GDR)                                                       | 57.9    | Володимир Немшилов (URS)                                            | 58.0    |
| 200 м батерфляєм                | Удо Позер (GDR)                                                   | 2:08.0  | Фолкерт Меув (FRG)                                                    | 2:08.2  | Гартмут Флекнер (GDR)                                               | 2:09.6  |
| 200 м комплексом                | Ґуннар Ларссон (SWE)                                              | 2:09.3  | Маттіас Пехманн (GDR)                                                 | 2:13.6  | Ганс Юнберґ (SWE)                                                   | 2:14.3  |
| 400 м комплексом                | Ґуннар Ларссон (SWE)                                              | 4:36.2  | Ганс Фаснахт (FRG)                                                    | 4:36.9  | Маттіас Пехманн (GDR)                                               | 4:40.6  |
| естафета 4×100 м вільним стилем | СРСР Володимир Буре Віктор Мазанов Георгій Куликов Леонід Ільїчов | 3:32.3  | ФРН Ґергард Шиллер Райнер Якоб Фолкерт Меув Ганс Фаснахт              | 3:34.1  | НДР Роланд Маттес Луц Унґер Франк Зебальд Удо Позер                 | 3:34.6  |
| естафета 4×200 м вільним стилем | ФРН Вернер Лампе Олаф фон Шиллінґ Фолкерт Меув Ганс Фаснахт       | 7:49.5  | СРСР Георгій Куликов Ахмед Анарбаєв Олександр Самсонов Володимир Буре | 7:52.8  | НДР Луц Унґер Вільфрід Гартунґ Роланд Маттес Удо Позер              | 7:54.5  |
| естафета 4×100 м комплексом     | НДР Роланд Маттес Клаус Кацур Удо Позер Луц Унґер                 | 3:54.4  | Франція Жан-Поль Бержо Роже-Філіпп Меню Ален Москоні Мішель Руссо     | 3:57.6  | СРСР Віктор Красько Микола Панкін Володимир Немшилов Леонід Ільїчов | 3:58.0  |

#### Жінки
| Дисципліна                      | Золото                                                                | Золото | Срібло                                                                                        | Срібло | Бронза                                                                  | Бронза |
| ------------------------------- | --------------------------------------------------------------------- | ------ | --------------------------------------------------------------------------------------------- | ------ | ----------------------------------------------------------------------- | ------ |
| 100 м вільним стилем            | Ґабріеле Вецко (GDR)                                                  | 59.6   | Мір'яна Шегрт (YUG)                                                                           | 1:00.8 | Александра Джексон (GBR)                                                | 1:00.8 |
| 200 м вільним стилем            | Ґабріеле Вецко (GDR)                                                  | 2:08.2 | Мір'яна Шегрт (YUG)                                                                           | 2:11.9 | Івонне Нібер (GDR)                                                      | 2:12.8 |
| 400 м вільним стилем            | Ельке Земіш (GDR)                                                     | 4:32.9 | Ґунілла Йонссон (SWE)                                                                         | 4:36.8 | Карін Тюллінґ (GDR)                                                     | 4:38.0 |
| 800 м вільним стилем            | Карін Нойґебауер (GDR)                                                | 9:29.1 | Лінда де Бур (NED)                                                                            | 9:35.7 | Новелла Каллігаріс (ITA)                                                | 9:38.8 |
| 100 м на спині                  | Тінатін Леквеїшвілі (URS)                                             | 1:07.8 | Андреа Дьярматі (HUN)                                                                         | 1:07.9 | Кобі Бутер (NED)                                                        | 1:08.5 |
| 200 м на спині                  | Андреа Дьярматі (HUN)                                                 | 2:25.5 | Барбара Гофмайстер (GDR)                                                                      | 2:26.6 | Тінатін Леквеїшвілі (URS)                                               | 2:27.1 |
| 100 м брасом                    | Галина Степанова-Прозуменщикова (URS)                                 | 1:15.6 | Ута Фромматер (FRG)                                                                           | 1:16.9 | Алла Гребеннікова (URS)                                                 | 1:16.9 |
| 200 м брасом                    | Галина Степанова-Прозуменщикова (URS)                                 | 2:40.7 | Алла Гребеннікова (URS)                                                                       | 2:43.5 | Дороті Гаррісон (GBR)                                                   | 2:45.6 |
| 100 м батерфляєм                | Андреа Дьярматі (HUN)                                                 | 1:05.0 | Гельґа Лінднер (GDR)                                                                          | 1:05.6 | Едельраут Кох (FRG)                                                     | 1:05.8 |
| 200 м батерфляєм                | Гельґа Лінднер (GDR)                                                  | 2:20.2 | Мір'яна Шегрт (YUG)                                                                           | 2:24.5 | Евелін Штольце (GDR)                                                    | 2:25.6 |
| 200 м комплексом                | Мартіна Ґрюнерт (GDR)                                                 | 2:26.6 | Евелін Штольце (GDR)                                                                          | 2:29.3 | Шила Реткліфф (GBR)                                                     | 2:29.6 |
| 400 м комплексом                | Евелін Штольце (GDR)                                                  | 5:07.0 | Бріґітте Шухардт (GDR)                                                                        | 5:18.3 | Шила Реткліфф (GBR)                                                     | 5:19.6 |
| естафета 4×100 м вільним стилем | НДР Ґабріеле Вецко Іріс Комар Ельке Земіш Забіне Шульце               | 4:00.8 | Андреа Дьярматі Юдіт Туроці Едіт Ковач Магдолна Патох                                         | 4:02.7 | Швеція Елізабет Берґлунд Ева Андерссон Аніта Зарновєцкі Ґунілла Йонссон | 4:07.4 |
| естафета 4×100 м комплексом     | НДР Барбара Гофмайстер Бріґітте Шухардт Гельґа Лінднер Ґабріеле Вецко | 4:30.1 | СРСР Тінатін Леквеїшвілі Галина Степанова-Прозуменщикова Валентина Тутаєва Тетяна Золотницька | 4:31.3 | ФРН Анґеліка Краус Ута Фромматер Гайке Густеде Гайдемарі Райнек         | 4:33.4 |

### Водне поло
| Дисципліна         | Золото | Срібло   | Бронза    |
| ------------------ | ------ | -------- | --------- |
| Змагання чоловіків | СРСР   | Угорщина | Югославія |